# Mediox
Mediox — компания, специализирующаяся на разработке и дистрибуции мультимедийных устройств, включая Android-планшеты, цифровые камеры, системы GPS, аппаратуру медицинского контроля и другие электронные устройства. Компания предлагает и поставляет продукты, разработанные и произведённые на заводах корпорации Coby Electronics в Китае.

## Обзор компании
До 2010 года компания Mediox специализировалась на разработке высокотехнологических мультимедийных устройств для индустрии фастфуда. Компания ожидает выдачи патента в США как на продукт, так и на метод подачи контента, которые вместе способны произвести революцию в индустрии фастфуда. Mediox Smart Tray, продвинутый мультимедийный поднос, является широким каналом рекламы, созданный компанией для индустрии общественного питания. Эта технология ресторанных медиа способна принести более $10 миллиардов рекламной прибыли, открывая рекламодателям доступ к более 30 миллионам покупателей ежедневно.
Потенциал бизнес-модели Mediox был сразу замечен доктором Робертом Лэмсоном, который присоединился к компании в качестве CEO. Доктор Лэмсон сменил направление Mediox с продуктоориентированной компании на средство рекламы и доставки контента. Он успешно наладил отношения по разработке и производству с ведущими производителями и разработчиками программного обеспечения. Результатом партнёрства с большой тайваньской публичной проектно-производственной компанией стало привлечение доктора Питера Сяо в качестве технического директора.
В ноябре 2007 года Mediox продемонстрировала первую рабочую интерактивную систему Mediox Smart Tray.
В 2008 года компания свернула операции в США и на рынке электроники для фастфудов. С 2011 года бренд Mediox используется для дистибуции и маркетинга мультимедийных продуктов, произведённых на заводах компании Coby Electronics в Китае. Мультимедийные Android-планшеты Mediox продаются на развивающихся рынках, включая Россию, Украину, Казахстан и Беларусь.